# خودی‌ها
خودی‌ها (انگلیسی: Insiders) یک مجموعهٔ تلویزیونی واقع‌نما اسپانیایی است که در سال ۲۰۲۱ منتشر شد.

## موضوع
سیزده شرکت‌کننده در یک استودیوی ۱۶۰۰ متر مربعی تحت عنوان آخرین مرحله انتخاب بازیگر برای یک مجموعهٔ تلویزیونی واقع‌نما گرد هم آمده‌اند. چیزی که آنها نمی‌دانند این است که در واقع، آنها از همان لحظه در این مجموعهٔ شرکت دارند: دوربین‌ها در تمام مدت اقامت آنها در آنجا، مخفیانه از آنها فیلم می‌گیرند. هدف از این کار این است که شرکت کنندگان را غافلگیر کند و تفاوت‌های رفتاری آنها را بین زمان‌هایی که می‌دانند در حال فیلمبرداری هستند و زمانی که فکر می‌کنند دوربین‌ها خاموش هستند، ثبت کنند. در پایان، فرد برنده، یک جایزه ۱۰۰٬۰۰۰ یورویی دریافت خواهد کرد.